# Sarnia
Sarnia es una ciudad del condado de Lambton. Se encuentra en la orilla este de la unión entre los Grandes lagos Superior e Inferior, donde el lago Hurón desemboca en el río St. Clair, en la región suroeste de Ontario, que forma la frontera entre Canadá y Estados Unidos, directamente frente a Port Huron, Míchigan. El puerto natural del sitio atrajo primero al explorador francés La Salle. Llamó al lugar "The Rapids" el 23 de agosto de 1679, cuando hizo que caballos y hombres tiraran de Le Griffon, su barca de 45 toneladas, hacia el norte, contra la corriente de casi cuatro nudos del río St. Clair.
Esta fue la primera vez que una embarcación que no fuera una canoa u otra embarcación impulsada por remos navegaba hacia el lago Hurón, y el viaje de La Salle fue fundamental en el desarrollo de la navegación comercial en los Grandes Lagos. Ubicado en el puerto natural, el puerto de Sarnia sigue siendo un importante centro para los cargueros lacustres y los barcos transoceánicos que transportan cargamentos de cereales y productos derivados del petróleo. El puerto natural y las cavernas de sal que existen en los alrededores, junto con el petróleo descubierto en las cercanas Oil Springs en 1858, llevaron al crecimiento espectacular de la industria petrolera en esta zona. Debido a que Oil Springs fue el primer lugar en Canadá y América del Norte en perforar comercialmente en busca de petróleo, el conocimiento que se adquirió allí resultó en que los perforadores de petróleo de Sarnia viajaran por el mundo enseñando a otras empresas y naciones cómo perforar en busca de petróleo.
El complejo de empresas químicas y de refino se llama Chemical Valley y está situado al sur del centro de Sarnia. En 2011, la ciudad tenía el nivel más alto de contaminación atmosférica por partículas de todas las ciudades canadienses. Desde entonces, sin embargo, ha descendido al puesto 30. Las industrias y los contaminadores de la vecina Estados Unidos aportan alrededor del 60% de las partículas.
El lago Hurón es más frío que el aire en verano y más cálido que el aire en invierno. Modera el clima continental húmedo de Sarnia, haciendo que los extremos de calor y frío sean menos perceptibles. En invierno, Sarnia sufre ocasionalmente nevadas de efecto lacustre, cuando el aire ártico sopla sobre las aguas más cálidas del lago Hurón y se condensa en borrascas de nieve sobre la tierra.

## Historia

### Etimología
El nombre "Sarnia" es latín para Guernsey, una isla británica del Canal. En 1829, Sir John Colborne, exgobernador de Guernsey, fue nombrado vicegobernador del Alto Canadá. En esta capacidad, visitó dos pequeños asentamientos en 1835 que se habían establecido a orillas del lago Hurón. Uno de estos, llamado "Los Rápidos", constaba entonces de 44 contribuyentes, nueve casas de madera, cuatro casas de troncos, dos viviendas de ladrillo, dos tabernas y tres tiendas. Los aldeanos querían cambiar su nombre pero no pudieron ponerse de acuerdo sobre una alternativa. Los colonos ingleses favorecieron el nombre "Buenos Aires" y los escoceses étnicos favorecieron "New Glasgow".
Sir John Colborne sugirió Port Sarnia. El 4 de enero de 1836, el nombre fue adoptado formalmente por una votación de 26 a 16, y Colborne también nombró al pueblo cercano Moore en honor al héroe militar británico Sir John Moore. Sarnia adoptó el sobrenombre de "La ciudad imperial" el 7 de mayo de 1914 debido a la visita del gobernador general de Canadá, el duque de Connaught, y su hija, la princesa Patricia.

### Historia temprana

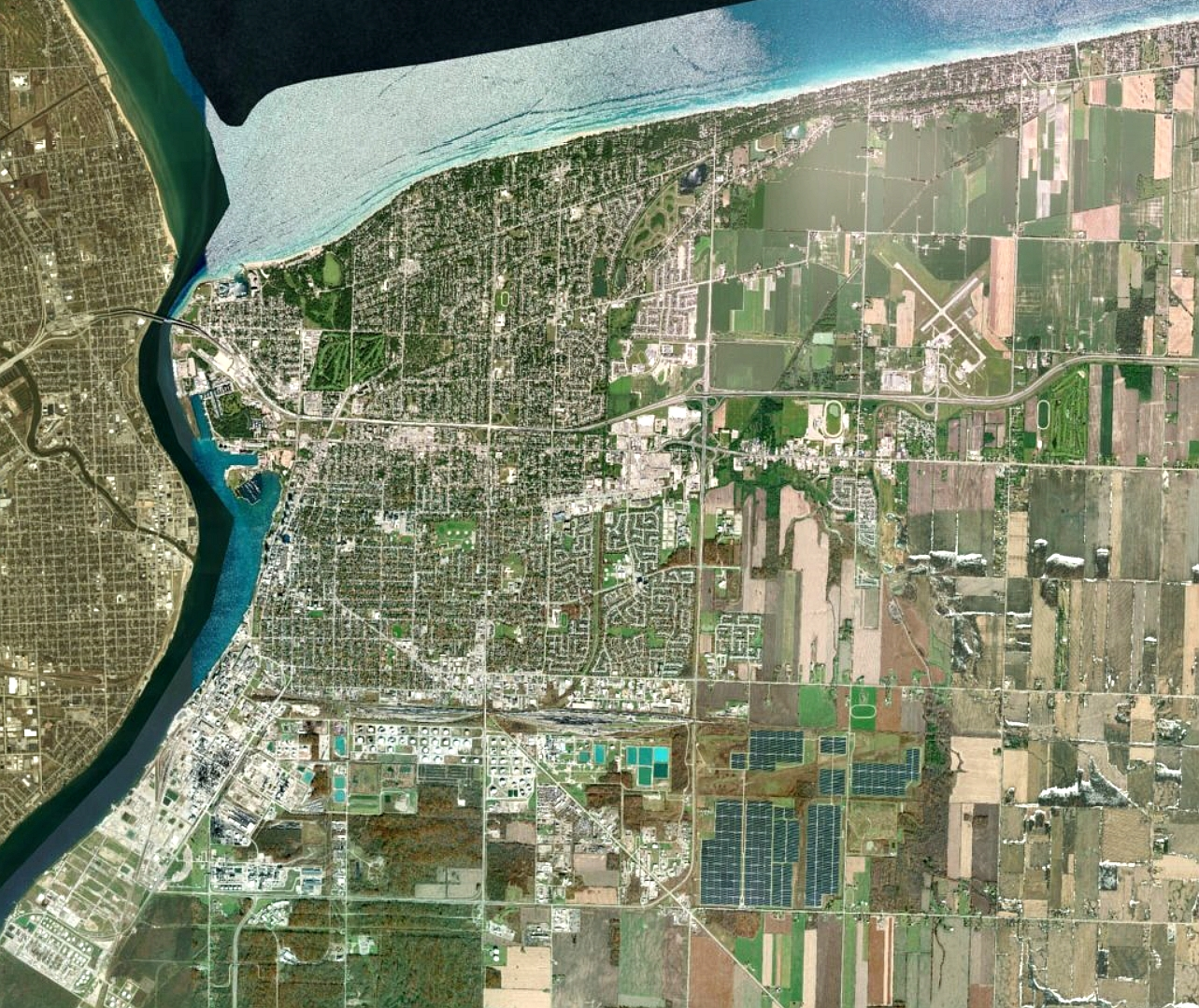
Sarnia desde el espacio, 2018

Los colonos de etnia francesa, que vinieron de Detroit, fueron los primeros colonizadores europeos de lo que se convirtió en Sarnia alrededor de 1807-1810; su papel está marcado por una placa histórica instalada por la Ontario Heritage Society. Eran comerciantes de pieles con la Confederación Huron y Three Fires. En ese momento, los jesuitas franceses también establecieron una misión cerca del pueblo de Huron en la orilla este del río. Más tarde, los hombres establecieron granjas, atrajeron a otros colonos y estimularon el crecimiento de la zona.
El municipio fue inspeccionado en 1829 y, a principios de la década de 1830, una ola de inmigrantes escoceses se asentó en la zona. Se volvieron dominantes como angloparlantes y durante décadas afirmaron haber fundado la ciudad.
Port Sarnia siguió creciendo a lo largo del siglo XIX, y el 19 de junio de 1856, el Parlamento aprobó una ley para constituir la ciudad de Sarnia, y Port Sarnia pasó a llamarse oficialmente Sarnia, con efecto a partir del 1 de enero de 1857. El acta mencionaba 1.000 habitantes en tres distritos. La importante industria maderera se basaba en la abundancia de madera virgen de la zona. Era una época de desarrollo en torno a los Grandes Lagos. La madera era especialmente demandada en las pujantes ciudades estadounidenses de Chicago y Detroit.
El descubrimiento de petróleo en las cercanías de Oil Springs en 1858 por James Miller Williams y la llegada del Great Western Railway en 1858 y el Grand Trunk Railway en 1859 estimularon el crecimiento de Sarnia. Posteriormente, las líneas ferroviarias se vincularon directamente con los Estados Unidos mediante la apertura del túnel St. Clair bajo el río St. Clair en Sarnia en 1890, por Grand Trunk Railway. Este fue el primer túnel ferroviario jamás construido bajo un río. El túnel fue una maravilla de la ingeniería en su día, logrado mediante el desarrollo de técnicas originales para excavar en un entorno de aire comprimido.

### Siglo 20 al presente
Canada Steamship Lines se formó en 1913 a partir de muchas compañías anteriores que surcaban las aguas del río St. Clair. Una de estas empresas fue Northwest Transportation Company of Sarnia, que fue fundada en 1870. El 20 de abril de 1914, cuando el parlamento aprobó una ley para incorporar la ciudad de Sarnia, la población había aumentado a 10 985 en seis distritos. Sarnia se convirtió oficialmente en ciudad el 7 de mayo de 1914.

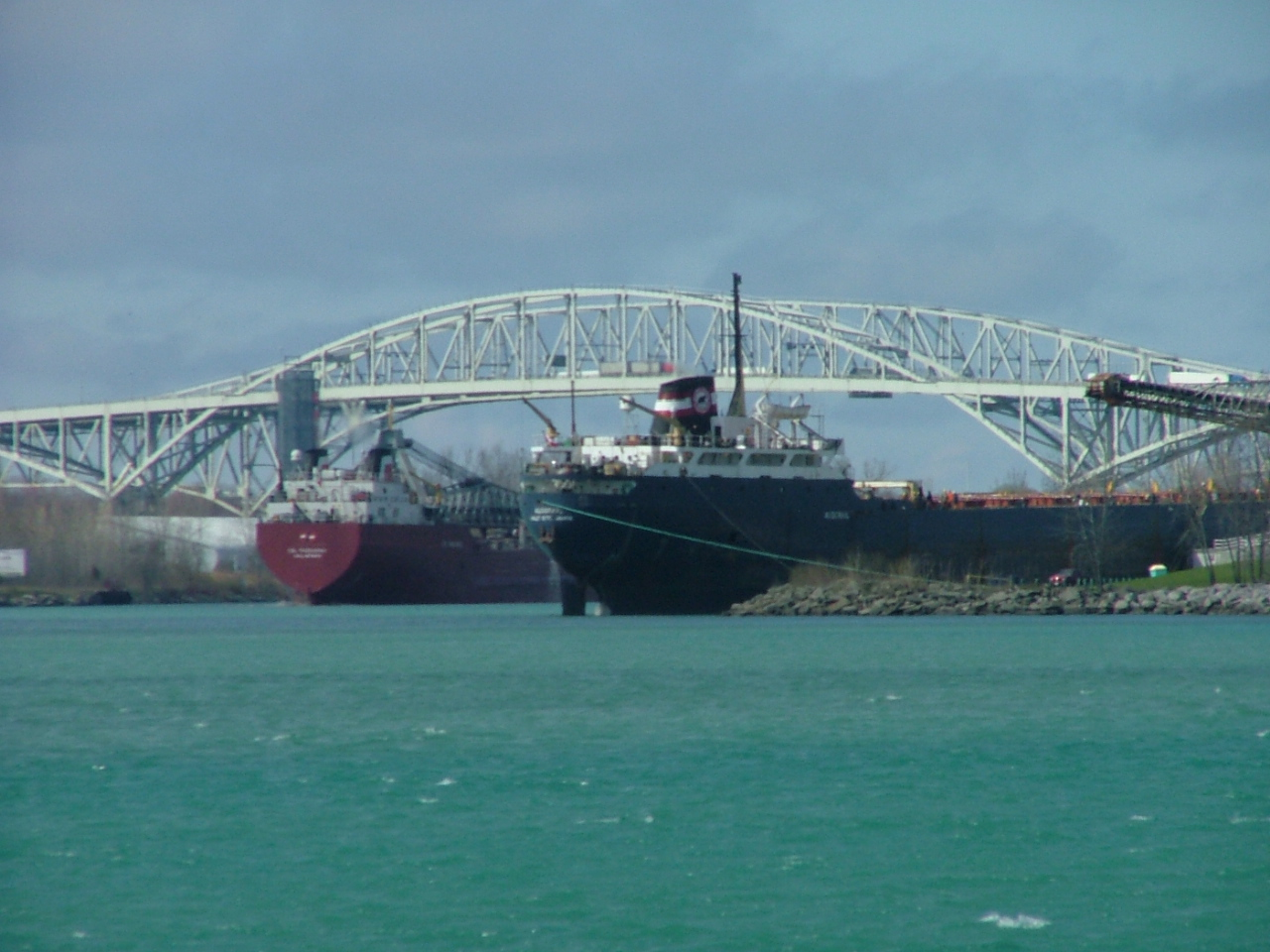
Enmarcado por el Blue Water Bridge, dos cargueros lacustres toman carga en el puerto de Sarnia.

El elevador de granos de Sarnia, que a principios del siglo XXI es el decimoquinto más grande que opera en Canadá, fue construido en 1927 después del dragado del puerto de Sarnia para permitir el acceso a barcos más grandes. Dos años más tarde, los envíos de cereales se habían convertido en una parte importante de la economía de Sarnia.
El elevador de grano se eleva sobre el puerto y junto a él está la grada para los numerosos graneleros y otros buques que forman parte de la industria naviera actual. Estos buques proceden de todo el mundo. La vía navegable Detroit-Sarnia es una de las más transitadas del mundo, como demuestra la media de 78.943.900 toneladas (77.697.100 toneladas largas; 87.020.800 toneladas cortas) que recorrieron el río anualmente en ambas direcciones entre 1993 y 2002. Los cargueros y buques oceánicos, conocidos como "salties", suben y bajan el río a razón de uno cada siete minutos.
El Túnel Paul M. Tellier, que lleva el nombre del presidente jubilado de CN en 2004, fue perforado y entró en funcionamiento en 1995. Tiene capacidad para vagones de ferrocarril de doble pila y está ubicado junto al túnel original, que ha sido sellado.
Se estableció una industria petrolera en el área de Sarnia en 1858 y, en 1942, Polymer Corporation fabricó caucho sintético allí durante la Segunda Guerra Mundial, lo que mejoró la notoriedad de Sarnia como centro petroquímico. Durante la Guerra Fría, el gobierno de los Estados Unidos incluyó a Sarnia en su lista de posibles objetivos para un ataque nuclear soviético debido a su industria petroquímica.
El 1 de enero de 1991, Sarnia y la ciudad vecina de Clearwater (antes Municipio de Sarnia) se fusionaron como la nueva ciudad de Sarnia-Clearwater. Originalmente, la fusión estaba programada para incluir el pueblo de Point Edward, aunque los residentes de ese pueblo se resistieron. Finalmente se les permitió permanecer independientes de la ciudad. El 1 de enero de 1992, la ciudad volvió a llamarse Sarnia.
La población de Sarnia siguió creciendo desde 1961 hasta 1991, con una población de 1991 de 74.376. En 2001, la población había disminuido en aproximadamente 3.000. Desde 2001, la población de Sarnia ha estado creciendo lentamente, con un recuento de población de 2011 de 72.366. Un informe de abril de 2010 "Mercado laboral de Sarnia-Lambton" afirma: "Las grandes empresas petroquímicas son los principales motores económicos de la comunidad. En el pasado reciente, varias plantas han cerrado, [ sic ] y de las que todavía están en funcionamiento, el aumento de la automatización y la subcontratación ha dado lugar a una cantidad significativamente menor de trabajadores".
Estos cierres y la consiguiente pérdida de empleos y, por lo tanto, de población a medida que los trabajadores busquen empleo en otros lugares, contribuirán a una disminución general según lo pronosticado por un estudio de agosto de 2011. Proyecta una disminución del 17% en la población durante los próximos veinticinco años. El estudio Monteith-Brown citado esboza un plan de reestructuración de la ciudad basado en áreas de zonificación híbrida, que acercará las oportunidades de trabajo a los barrios donde vive la gente. La ciudad de Sarnia y el condado de Lambton también están implementando un plan de desarrollo económico con énfasis en bioindustrias y energía renovable.
En 2020, Sarnia comenzó a experimentar una "tasa de asesinatos altísima". Sarnia tuvo un homicidio de 2016 a 2019 y ocho homicidios de 2020 a 2022. El Toronto Sun dijo que el aumento de la tasa de homicidios estaba relacionado con las drogas y que Sarnia "está inundada de drogas, con un pequeño ejército de metanfetaminas que siempre busca anotar".

## Demografía
| Gráfica de evolución de Sarnia entre 1841 y 2021 |
|                                                  |

La población de 2021 registró 72.047 habitantes, es la mayor ciudad del lago Hurón.

## Geografía
Sarnia está ubicada en la orilla este del lago Hurón en su extremo sur, donde desemboca en el río St. Clair. La mayor parte del área circundante es plana y la elevación varía de 169 a 281 m (184,8 a 307,3 yd) sobre el nivel del mar. El suelo se compone principalmente de arcilla. A pesar de este alto porcentaje de arcilla, el suelo es notablemente rico para el cultivo.

### Barrios
Wiltshire Park, Woodland, Oak Acres, Wees Beach, Oakwood Corners, Woodrow Shores y Blackwell forman parte del extremo norte de Sarnia, que comienza inmediatamente al norte de la autopista 402 de Ontario y termina en la orilla del lago Hurón. Coronation Park, Heritage Park, College Park, The Tree Streets, Mitton Village y Sherwood Village son algunos de los vecindarios al sur de la carretera.
El pueblo de Blue Water se construyó como hogar para los trabajadores y sus familias en Chemical Valley durante la construcción de la Polymer Corporation; en un momento llegó a tener casi 3.000 residentes. En 1961 todos los residentes fueron trasladados, la mayoría al North End, para dejar paso a la expansión de la industria química. El pueblo fue derribado, y todo lo que queda de él es un marcador histórico en la esquina de Vidal Street y Huron Avenue. El barrio cayó en el olvido hasta que la historiadora Lorraine Williams escribió dos libros sobre él. Ella contribuyó decisivamente a que se aprobara la placa histórica.

### Clima
Sarnia tiene un clima continental húmedo (clasificación climática de Köppen Dfb ). Los inviernos son fríos con unas pocas masas de aire ártico de corta duración que se sumergen lo suficientemente al sur y traen consigo temperaturas máximas diarias por debajo de −10 grados Celsius (14,0 °F). Sarnia, aunque no está ubicada en el cinturón de nieve del sudoeste de Ontario, a veces recibe grandes cantidades de nieve con efecto lago. Sarnia promedia 112 cm (44,1 plg) de nieve por año, mientras que Londres promedia 194,3 cm (76,5 plg).
El lago crea un retraso estacional y, en comparación con el resto de Canadá y el interior de Ontario, Sarnia tiene un período cálido notablemente más largo después del verano. Sin embargo, las temperaturas más frías tienden a prevalecer durante más tiempo después del invierno. El lago Hurón también puede crear grandes diferencias de temperatura dentro de la ciudad en primavera y principios de verano, especialmente en los días calurosos de finales de mayo y principios de junio. Finalmente, las temperaturas extremas, particularmente las bajas, rara vez ocurren. Mínimos diarios de menos de −10 grados Celsius (14,0 °F) ocurren un promedio de 30 días al año, y menos de −20 grados Celsius (−4,0 °F), dos días al año. Los veranos son cálidos a calurosos y generalmente húmedos. Las lecturas de Humidex pueden ser muy altas a veces desde finales de mayo hasta finales de septiembre. Sarnia tiene el segundo mayor número de días de alta humedad en o por encima de 35 grados Celsius (95,0 °F) (con 23,16 días en promedio por año) y días humidex en o por encima 30 grados Celsius (86,0 °F) (con 61,20 días en promedio por año) en Canadá, ubicándose después de Windsor, Ontario. Las tormentas eléctricas pueden volverse bastante severas de abril a septiembre. El clima destructivo es muy raro en el área, pero ha ocurrido, como el tornado de 1953.
En el censo de población de 2021 realizado por Statistics Canada, Sarnia tenía una población de 72 047 habitantes que vivían en 32 188 de sus 33 902 viviendas privadas totales, un cambio del 0,6 % con respecto a su población de 2016 de 71 594 habitantes. Con una superficie de 163,9 km2, tenía una densidad de población de 439,6/km2 en 2021.
Según el censo de 2021, Sarnia era 86,2% blanca, 8,3% de minorías visibles y 5,5% indígena. Los grupos minoritarios visibles más grandes de la ciudad son los sudasiáticos (2,7 %), los canadienses negros (1,6 %) y los latinoamericanos (0,9 %). En 2021, el 87,5% de los habitantes de Sarnia llamaron al inglés su lengua materna, el 2,2% mencionó el francés y el 3,4% dijo que otro idioma era su lengua materna. El 1,1% mencionó tanto el inglés como un idioma no oficial como lengua materna.
La edad promedio en Sarnia es 46,0 a partir de 2021, que es mayor que la mediana canadiense de 41,6, indicativo del envejecimiento de la población de Sarnia.
En 2021, el 56,8% de los residentes eran cristianos, frente al 69,5% en 2011. 25,2% de la población era católica, el 21,1% protestante y el 6,6% eran cristianos de denominación no especificada. Todas las demás denominaciones cristianas / tradiciones relacionadas con el cristianismo constituían el 3,9% de la población. El 39,5% de los residentes no eran religiosos o seculares, frente al 27,9% en 2011. Todas las demás religiones (o creencias espirituales) constituían el 3,6% del total de residentes. Las religiones no cristianas más grandes fueron el Islam (1,2%) y el hinduismo (1,1%).
El ingreso medio contando a todas las personas de 15 años o más en Sarnia en 2015 fue de $33 833, mientras que el ingreso familiar medio fue de $86 654, en línea con los promedios de Ontario en su conjunto, de $33 539 y $91 089, respectivamente. En 2021, el precio medio de una casa en Sarnia era de $430 000, en comparación con los $887 290 de Ontario en su conjunto.

## Economía

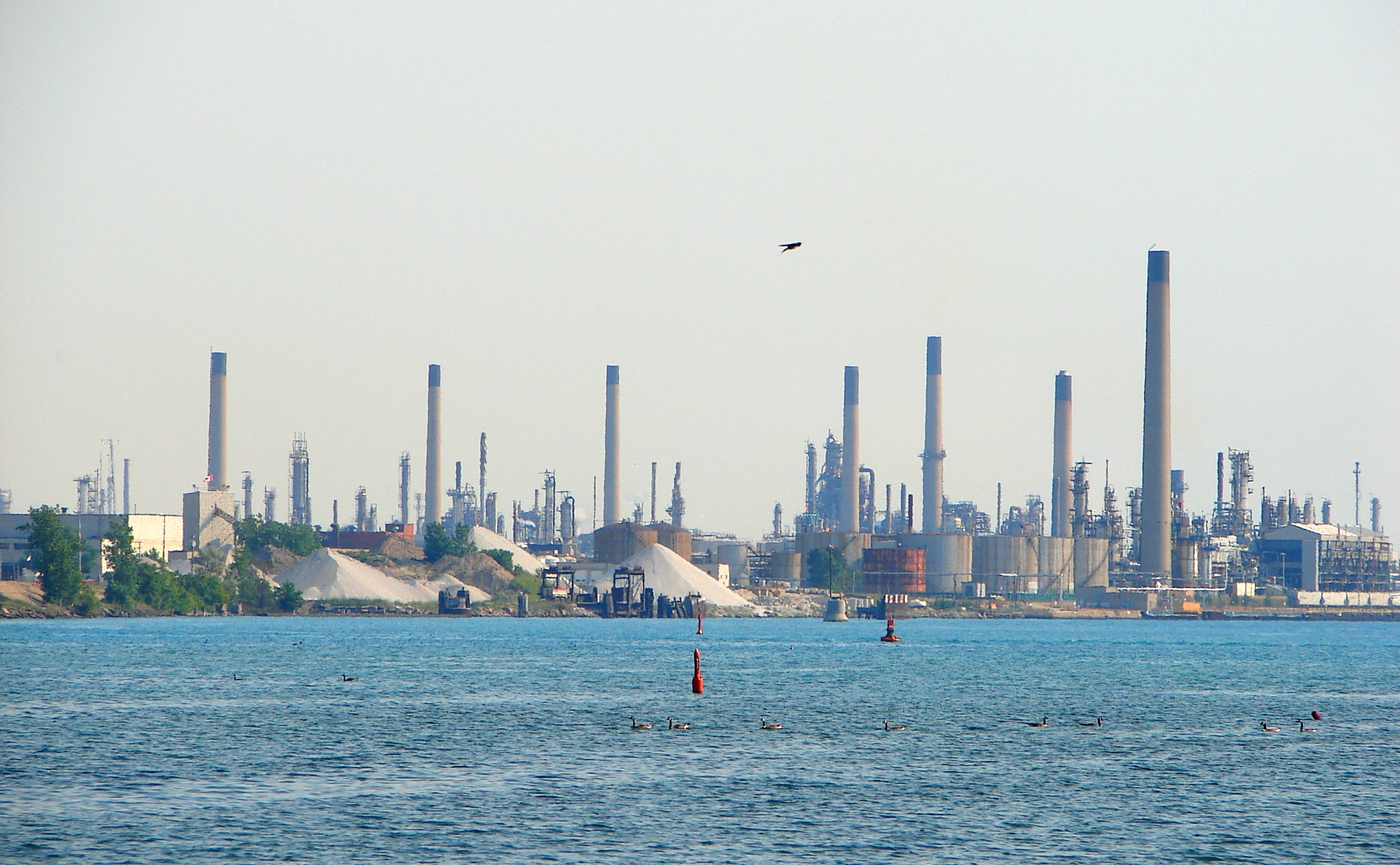
Industria petroquímica del Valle Químico de Sarnia

La Junta de Desarrollo de la Fuerza Laboral de Sarnia-Lambton afirma en su Informe del Mercado Laboral de marzo de 2011 que: "Aunque el empleo en las industrias petroquímica y agrícola ha disminuido significativamente en los últimos años, estas dos industrias siguen siendo impulsores centrales de la economía de Sarnia Lambton".
Cuando la Segunda Guerra Mundial amenazó las fuentes tropicales de látex natural para caucho, Sarnia fue seleccionada como el sitio para encabezar el desarrollo de cauchos sintéticos a base de petróleo para materiales de guerra, y Polymer Corporation fue construida por Dow Chemical a pedido del Gobierno de Canadá. Grandes oleoductos llevan petróleo de Alberta a Sarnia, donde la refinación de petróleo y la producción petroquímica se han convertido en los pilares de la economía de la ciudad. Shell Canada, Imperial Oil y Suncor Energy (Sunoco) operan refinerías en Sarnia. Grandes lechos de sal que se encuentran debajo de la ciudad se convirtieron en una fuente de cloro y otros ingredientes importantes que contribuyeron al éxito de Chemical Valley. Las empresas químicas que operan en Sarnia incluyen NOVA Chemicals, Bayer (Lanxess y HC Starck), Cabot Corporation y Ethyl Corporation.
Chemical Valley y sus alrededores albergan 62 instalaciones y refinerías. Estos complejos industriales son el corazón de la infraestructura y la economía de Sarnia. Ellos emplean directamente a casi 8,000 y contribuyen a casi 45,000 empleos adicionales en el área. En 1971, el gobierno canadiense consideró que esta zona era tan importante para el desarrollo económico del país que imprimió una imagen de una refinería de petróleo de Sarnia en el reverso del billete de 10 dólares canadienses. La enorme zona industrial es la causa de una importante contaminación del aire y del agua. El estándar diario de Canada Wide para partículas en el aire y contaminación por ozono, regulación PM2.5, es de 30 microgramos por metro cúbico. Cuarenta y cinco por ciento de esta contaminación del aire por partículas en Sarnia proviene de Chemical Valley, y el resto se desplaza sobre el río St. Clair desde los Estados Unidos vecinos en forma de lo que se conoce como "transfronterizo". La contaminación del aire."
Sarnia es la ubicación de la planta de energía fotovoltaica Sarnia de Enbridge. La instalación entró en plena operación comercial en diciembre de 2009, con 20 MW de potencia. A 2010 de September , la planta era la instalación de generación de energía solar fotovoltaica (PV) más grande del mundo, con 97 MW.
los 80 acre (32,4 ha) Western University Research Park, Sarnia-Lambton Campus fue establecido en 2003 por la Universidad de Western Ontario como una iniciativa conjunta con el condado de Lambton y la ciudad de Sarnia. El parque es también la ubicación del Centro de Innovación Bioindustrial, el centro de Canadá para la comercialización de la biotecnología industrial.
En 2015, BioAmber abrió una planta de $141 millones que fabrica 30 000 t (30 000 000 kg) de ácido succínico por año, un químico utilizado para fabricar plásticos, lubricantes, pinturas, cosméticos, aditivos alimentarios y otros productos. BioAmber planea construir un segundo sitio y puede construirlo en Sarnia. Solutions4CO2 está desarrollando un 4,645 m² (5,6 yd²)   instalación de demostración en Bluewater Energy Park. Esta empresa captura flujos de agua/gases residuales para procesarlos en coproductos de valor agregado, medicamentos farmacéuticos y biocombustibles. PlantForm Corporation, una nueva empresa canadiense de biotecnología que produce fármacos de anticuerpos terapéuticos de muy bajo costo, abrió una oficina en el parque de investigación de la Universidad Occidental en 2011. En el mismo parque, desde el verano de 2012 hasta el verano de 2016, KmX Corporation operó una planta piloto para producir membranas que filtran las aguas residuales de los procesos industriales. Desde entonces, la producción de KmX en Sarnia se ha trasladado a Ottawa y Edmonton.

### Comercio minorista y hostelería
Sarnia tiene un gran centro comercial, Lambton Mall, con 72 tiendas. El centro comercial, junto con varios centros comerciales, tiendas y hoteles más pequeños, es el área comercial principal.

## Arte y Cultura

### Música, teatro y artes
La Orquesta Sinfónica Internacional toca en el Teatro Imperial durante una temporada anual que dura de septiembre a abril. Además de conciertos sinfónicos, el Teatro Imperial ofrece producciones dramáticas durante todo el año; Michael Learned interpretó el papel principal en Driving Miss Daisy en el teatro en 2010. El exlíder de Max Webster, Kim Mitchell, ha regresado a su ciudad natal en ocasiones para dar un concierto, incluida su visita en 2008 para el popular Ribfest de Sarnia, una competencia donde los chefs aficionados locales comparten sus recetas de costillas asadas y compiten entre sí. El compositor y educador musical canadiense Raymond Murray Schafer nació en Sarnia y allí desarrolló sus técnicas de esquizofonía radical.
El Sarnia Bayfest (que fue precedido por el "Festival by the Bay") era un festival de conciertos anual que presentaba bandas de rock y country de renombre. Músicos y grupos como Aerosmith, KISS, Keith Urban, Jon Bon Jovi y Rascal Flatts han tocado en el evento. Los problemas financieros provocaron la cancelación del evento en 2013. En el verano de 2017, un nuevo festival llamado Bluewater Borderfest disfrutó de un exitoso evento inaugural.
Además del único museo en Sarnia propiamente dicho, otros seis museos en el área local documentan la historia de Sarnia, incluido su legado como sede de la industria petrolera de América del Norte. Gallery Lambton ofrece 12 exhibiciones de arte anuales. En 2012 se inauguró la Galería de Arte Judith y Norman Alex. Es una galería de arte internacional de categoría A, que presenta exhibiciones de la historia del arte canadiense, incluidas pinturas del Grupo de los Siete.
En 2015, se inauguró el Festival Internacional de Cine del Suroeste en el Teatro Imperial de la ciudad.
Durante la temporada navideña, la ciudad de Sarnia presenta la "Celebración de las Luces" anual en Centennial Park. El evento fue creado en 1984 por el Dr. Wills Rawana y un comité financiado por la cadena minorista Hudson's Bay y la empresa nacional de telecomunicaciones Telus. Desde sus modestos comienzos, el evento ha obtenido numerosos premios a medida que ha ido creciendo, incluido el segundo lugar en la competencia Canada WinterLights del gobierno canadiense de 2002. La celebración se incorporó en su año de premiación nacional y ahora está a cargo de una Junta Directiva voluntaria.

## Atracciones
Hay más de 100 parques en Sarnia, el mayor de los cuales es el parque Canatara, que cubre más de 81 hectáreas a lo largo de la orilla del lago Hurón. Canatara es una palabra ojibwa que significa Agua Azul. El parque fue inaugurado en 1933. Dentro del parque se encuentra el lago Chipican, un refugio para muchas especies diferentes de aves en sus rutas migratorias. La mayoría de los años, los observadores de aves reconocen alrededor de 150 especies. El parque también mantiene una granja de animales para niños como parte del compromiso de Sarnia con la vida silvestre. El evento anual de fin de semana "Navidad en la Granja", que se lleva a cabo en la Granja a principios de diciembre, es un evento comunitario popular que disfrutan las familias. Canatara Park es uno de los primeros parques en el sur de Ontario que cuenta con una instalación de equipos de gimnasia al aire libre.

## Deportes
De Sarnia es el Sarnia Sting, un equipo juvenil de hockey sobre hielo, que juega en la Liga de hockey de Ontario. Dino Ciccarelli, exjugador de la NHL, era copropietario del equipo. El exjugador de Sting, Steven Stamkos, fue seleccionado en primer lugar general en el Draft de entrada de la NHL de 2008 por Tampa Bay Lightning, y fue seguido por Nail Yakupov en 2012. Otro equipo de hockey sobre hielo de la ciudad es el Sarnia Legionnaires, que juega en la Greater Ontario Junior Hockey League. El equipo es el sucesor de los Sarnia Legionnaires (1954-1970), que ganaron cinco campeonatos Western Jr. 'B' y cuatro Copas Sutherland durante 16 temporadas en la Asociación de Hockey de Ontario.
Sarnia tiene una exitosa tradición en el fútbol canadiense. Como miembros de la Ontario Rugby Football Union, el equipo local Sarnia Imperials ganó dos veces la Grey Cup, en 1934 y 1936. Los modernos Sarnia Imperials son un equipo semiprofesional que juega en la Northern Football Conference.

## Infraestructura

### Transportación
El Blue Water Bridge une Sarnia y su pueblo vecino de Point Edward con la ciudad de Port Huron en los Estados Unidos. Se extiende por el río St. Clair, que conecta el lago Hurón con el lago St. Clair. El tramo original de tres carriles del puente, inaugurado en 1938, fue hermanado el 22 de julio de 1997, haciendo del puente el cuarto cruce fronterizo más transitado de Ontario.
El cruce fronterizo de Blue Water Bridge utiliza tanto el programa NEXUS como el de Comercio Libre y Seguro (FAST). Vinculando la autopista 402 con la interestatal estadounidense 94 (I-94) y la I-69, el puente forma parte de la superautopista NAFTA. Es una de las puertas de entrada más importantes en las rutas de camiones norte-sur.
Sarnia Transit proporciona el transporte público dentro de la ciudad de Sarnia, incluido el tránsito de autobuses convencionales, el transporte de personas con discapacidades, el apoyo de transporte para eventos importantes y los servicios chárter. Desde el aeropuerto local Sarnia Chris Hadfield de la ciudad, Jazz Aviation operaba servicios hacia y desde el aeropuerto internacional Toronto Pearson en nombre de Air Canada Express. Para viajar en tren, Sarnia es una de las dos terminales occidentales, junto con Windsor, del Via Rail Quebec City – Windsor Corridor. Tiene servicio saliendo de la estación de Sarnia por la mañana y regresando por la tarde.